# Alboth!
Alboth! ist eine Schweizer experimentelle Band, deren Musik sich vornehmlich dem Jazzcore zuordnen lässt.

## Geschichte
Die 1991 vom damaligen Musikstudenten Michael Wertmüller in Bern gegründete Band arbeitete bis zum Jahr 2000 mit einer Vielzahl wechselnder Musiker. Nach 2000 kam es zu keinerlei weiteren Veröffentlichungen oder Auftritten, jedoch auch zu keiner offiziellen Auflösung. Die komplexe Musik wird häufig als Mixtur aus Free Jazz und Death Metal bezeichnet. Dem widersprach der langjährige Bassist Christian Pauli jedoch im OX-Interview:

„Bei den ersten Platten ist es von anderen immer auf den einfachen Nenner Free Jazz und Death Metal gebracht worden. Das hat schon damals nicht gestimmt, aber noch eher als heute, da wir uns damals tatsächlich so Zeugs angehört haben. Beides sind so wunderbar wuchtige Geschichten, die auf der Bühne eine sehr starke physische Präsenz entwickeln. Am Anfang war alles noch sehr heftig, doch heute haben wir das Gefühl, es ist alles möglich, es ist alles offen.“

 Andere Rezensenten verweisen auch auf Avantgarde, Industrial und moderne Klassik als Referenz.
Der Sänger Daniel Lieder stieß 1992 hinzu und begleitete seither als einziges beständiges Mitglied neben Michael Wertmüller die Band. Seitdem nimmt der Gesang eine wichtige Rolle in der Musik der Band ein, welche zuvor rein instrumental auftrat. Dabei ist der Gesang laut Lieder „primär eine klangliche Information, in weit geöffneten und ausgeweiteten Worthüllen.“
Christian Pauli erläutert den Gesang als eine Variante des Scat:

„Unser Sänger Lieder legt sich für jedes Stück ein Reservoir an Wörtern und Silben zurecht, eine eigene Sprache, wenn du so willst, was rhythmisch mit der Musik verwoben wird. Bei uns ist die Stimme ein Instrument, die nicht mit Wörtern beladen werden soll, damit sie keine andere Bedeutung bekommt.“

Ungefähr 1999 zogen Alboth! nach Berlin, dabei blieben die Musiker Kraut und Pauli in Bern und wurden durch den Gitarristen Ti To ersetzt. In dieser Besetzung veröffentlichten Alboth! das Album Ecco la fiera. Nach diesem Album kam es noch zu einigen Liveauftritten bis zum Winter 2000. Danach gab es keine weiteren Veröffentlichungen oder Auftritte der Band. Die Musiker der letzten festen Besetzung sind weiterhin in unterschiedlichen Projekten und Bands aktiv.
Das Schaffen der Band fand bei Kritikern international Anerkennung, kam jedoch beim Publikum kaum über den Status eines Avantgardeprojektes hinaus.

## Diskografie
Alben
- Amour ’91 – 1991 CD
- Liebefeld – 1992 CD
- Ali – 1995 CD
- Amor Fati – 1997 CD
- Ecco la Fiera – 1999 CD

Singles, EPs und weitere Veröffentlichungen
- Barschel – 1992 7"
- Karl May – 1993 7"
- Leib – 1994 12"
- Yorn – 1995 CD-Single
- Rentsch – Samplerbeitrag auf Erase Yer Head Volume 6, 1998
- Amor Fati – Remixes 1998 CD